# Rauch (azienda)

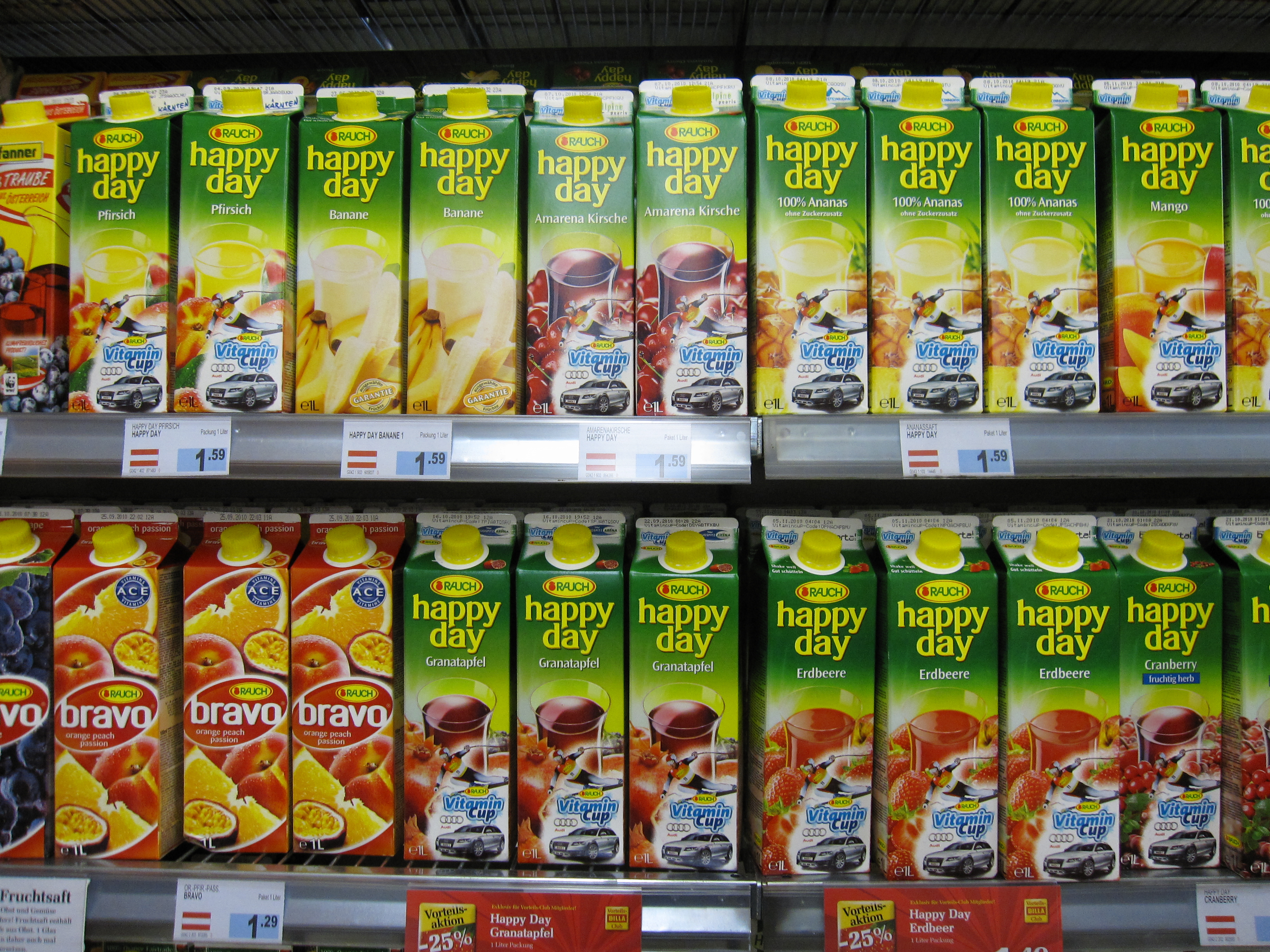
Rauch al supermercato

La Rauch Fruchtsäfte GmbH & Co OG (RAUCH) è una società austriaca di bevande, in particolar modo di succhi di frutta, con sede a Rankweil in Vorarlberg. È presente in tutta Europa e negli USA.

## Storia
L'azienda di famiglia viene fondata nel 1919 da Franz Josef Rauch come produttore di mosto di frutta. Nel periodo interbellico inizia l'attività di produzione di succhi di frutta. Dal 1962 inizia l'internazionalizzazione.
Negli anni '70 viene introdotta la linea Happy Day e Bravo e inizia l'utilizzo dei contenitori Tetra Pak. Nel 2000 viene acquisita la Brauerei Fohrenburg di Bludenz.
Nel 2017 viene designata come «Top-Marke 2017» in Germania per i succhi di frutta.

## Organizzazione

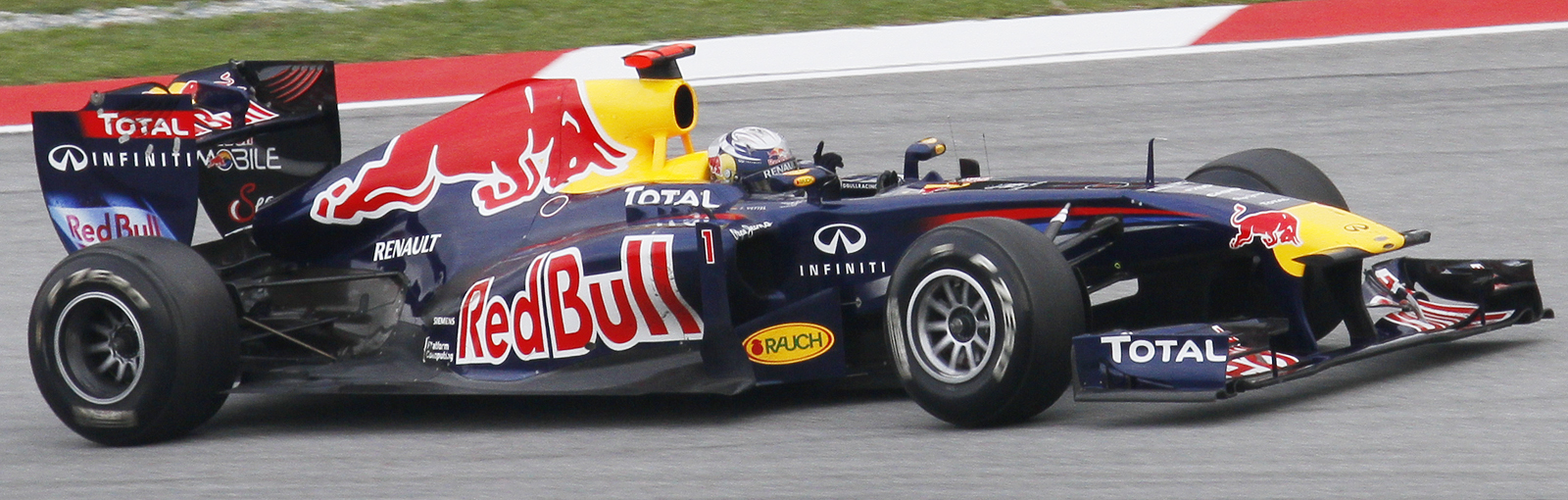
Sebastian Vettel su una Formula 1 con sponsor

### Sedi
Ha 13 sedi in 13 paesi europei.
- Austria (Rankweil, Nüziders)
- Bulgaria (Sofia)
- Croazia (Zagabria)
- Germania (Planegg)
- Italia (Agrate Brianza)
- Polonia (Siemiatycze, Płońsk, Kluczkowice-Osiedle, Przeworsk)
- Rep. Ceca (Praga)
- Romania (Bucarest)
- Serbia (Koceljeva, Belgrado)
- Slovacchia (Bratislava)
- Svizzera (Widnau)
- Ungheria (Budapest, Nyírmada)

### Sponsor
- Partner della Österreichischer Skiverband (ÖSV) e Slo.Ski slovena e dei campioni Anna Veith, Katharina Liensberger e Petra Vlhová.
- Partner di FC Red Bull Salzburg e RB Leipzig[6], oltre che della EHC Red Bull München.
- Con la Red Bull GmbH sponsorizza la Red Bull Racing.